# Hội chứng giải phóng cytokine
Hội chứng giải phóng cytokine (Cytokine release syndrome - CRS) là một dạng hội chứng đáp ứng viêm hệ thống phát sinh do biến chứng của một số bệnh hoặc nhiễm trùng, và cũng là tác dụng phụ của một số loại thuốc kháng thể đơn dòng, cũng như liệu pháp điều trị miễn dịch ung thư.  Các trường hợp CRS nghiêm trọng được gọi là cơn bão cytokine.
Thuật ngữ cơn bão cytokine có thể đã được sử dụng lần đầu tiên vào năm 1993 trong một cuộc thảo luận về bệnh ghép chống lại vật chủ; CRS là một tác dụng phụ đã được biết đến kể từ khi thuốc kháng thể đơn dòng đầu tiên được phê duyệt, muromonab-CD3, gây ra CRS, nhưng những người làm việc trong lĩnh vực phát triển thuốc tại các công ty công nghệ sinh học và dược phẩm, cơ quan quản lý và học viện bắt đầu thảo luận quyết liệt về các phương pháp để phân loại và tìm cách để giảm thiểu rủi ro sau thử nghiệm lâm sàng giai đoạn I thảm khốc của TGN 1412 trong năm 2006, trong đó có sáu đối tượng bị CRS nghiêm trọng.  CRS đôi khi được gọi là phản ứng liên quan đến tiêm truyền (IRR) hoặc phản ứng do tiêm truyền.

## Triệu chứng
Các triệu chứng bao gồm sốt, mệt mỏi, chán ăn, đau cơ và khớp, buồn nôn, nôn, tiêu chảy, phát ban, thở nhanh, nhịp tim nhanh, huyết áp thấp, co giật, nhức đầu, nhầm lẫn, mê sảng, ảo giác, run và mất phương hướng.
Các cuộc thử nghiệm trong phòng thí nghiệm và theo dõi lâm sàng cho thấy các triệu chứng nồng độ oxy trong máu thấp, huyết áp mở rộng, tăng cung lượng tim (sớm), cung lượng tim có khả năng giảm (muộn), nồng độ nitơ trong máu cao, tăng D-dimer, tăng transaminase, sự thiếu hụt yếu tố bổ thể I, chảy máu không kiểm soát và sự tăng bất thường của bilirubin.

## Nguyên nhân
CRS xảy ra khi một số lượng lớn các tế bào bạch cầu, bao gồm tế bào B, tế bào T và tế bào sát thủ tự nhiên, đại thực bào, tế bào tua và bạch cầu đơn nhân được kích hoạt và giải phóng các cytokine gây viêm, từ đó kích hoạt thêm nhiều tế bào bạch cầu khác.
Điều này có thể xảy ra khi hệ miễn dịch chống lại mầm bệnh, vì các cytokine báo hiệu các tế bào miễn dịch như tế bào T và đại thực bào di chuyển đến vị trí nhiễm trùng.  Ngoài ra, các cytokine cũng kích hoạt các tế bào đó, kích thích chúng tạo ra nhiều cytokine hơn.
CRS cũng đã phát sinh khi thực hiện các liệu pháp sinh học nhằm ức chế hoặc kích hoạt hệ thống miễn dịch thông qua các thụ thể trên các tế bào bạch cầu. Muromonab-CD3, một kháng thể đơn dòng kháng CD3, được dự định dùng để ngăn hệ thống miễn dịch từ chối cấy ghép nội tạng, alemtuzumab chống lại CD52 và dùng để điều trị bệnh ung thư máu cũng như bệnh đa xơ cứng trong cấy ghép nội tạng, rituximab chống lại CD20 cũng dùng để điều trị ung thư máu và rối loạn miễn dịch tự động, tất cả đều gây ra CRS. Điều trị miễn dịch ung thư bằng tế bào T đã được sửa đổi có các thụ thể kháng nguyên chimeric (CAR-T) cũng gây ra CRS.
Có vẻ interleukin 6 là một nhân tố trung hòa CRS chính.
Cơn bão CRS hoặc cytokine nghiêm trọng có thể xảy ra ở một số bệnh truyền nhiễm và không nhiễm trùng bao gồm bệnh ghép chống lại vật chủ (GVHD), hội chứng suy hô hấp cấp tính (ARDS), nhiễm trùng huyết, Ebola, cúm gia cầm, đậu mùa và hội chứng đáp ứng viêm hệ thống (SIRS). Hemophagocyt lymphohistiocytosis và  Hemophagocytic lymphohistiocytosis liên quan đến virus Epstein-Barr gây ra bởi sự tăng cao của cytokine và có thể được coi là một dạng của hội chứng giải phóng cytokine nghiêm trọng.  Cơn bão cytokine cũng có thể gây ra bởi một số loại thuốc, chẳng hạn như kháng thể CD20 rituximab và tế bào CAR T CD19 tisagenlecleucel. Thuốc thử nghiệm TGN1412 gây ra các triệu chứng cực kỳ nghiêm trọng khi được sử dụng với sáu người tham gia thử nghiệm lâm sàng.

## Chẩn đoán
CRS cần được phân biệt với các triệu chứng của chính căn bệnh này và trong trường hợp dùng thuốc, với các tác dụng phụ khác, ví dụ như hội chứng ly giải khối u đòi hỏi các biện pháp can thiệp khác nhau.  Kể từ năm 2015, các chẩn đoán phân biệt phụ thuộc vào đánh giá của bác sĩ vì không có xét nghiệm khách quan nào.

### Phân loại
CRS là một dạng của hội chứng đáp ứng viêm hệ thống và cũng là tác dụng phụ của một số loại thuốc.
Tiêu chuẩn Thông dụng để Đánh giá Các biến cố bất lợi dùng để phân loại cho CRS kể từ phiên bản 4.03 được ban hành năm 2010 là:
- Độ 1: Phản ứng nhẹ, không chỉ định tiêm truyền gián đoạn; không chỉ định can thiệp
- Độ 2: Chỉ định điều trị hoặc tiêm truyền gián đoạn nhưng phải đáp ứng kịp thời với điều trị triệu chứng (ví dụ: thuốc kháng histamine, NSAIDS, ma túy, dịch IV); thuốc dự phòng được chỉ định trong vòng 24 giờ
- Độ 3: Kéo dài (ví dụ: không đáp ứng nhanh với thuốc điều trị triệu chứng và/hoặc gián đoạn ngắn trong tiêm truyền); tái phát các triệu chứng sau những cải thiện ban đầu; chỉ định nhập viện để lại di chứng lâm sàng (ví dụ suy thận, thâm nhiễm phổi)
- Độ 4: Hậu quả đe dọa tính mạng; chỉ định tăng áp hoặc hỗ trợ thông khí
- Độ 5: Tử vong

## Quản lý
Liệu pháp cho CRS nhẹ là chăm sóc điều trị, giải quyết các triệu chứng như sốt, đau cơ hoặc mệt mỏi. CRS vừa phải cần truyền oxy, truyền dịch và thuốc chống tăng huyết áp để tăng huyết áp. Đối với CRS trung bình đến nặng, việc sử dụng các thuốc ức chế miễn dịch như corticosteroid là cần thiết, nhưng phải sử hợp lý để tránh làm mất tác dụng của thuốc và kích hoạt hệ thống miễn dịch.
Tocilizumab, một kháng thể đơn dòng chống IL6, đã được sử dụng ở một số trung tâm y tế để điều trị CRS nặng.
Mặc dù thường được sử dụng để điều trị CRS nặng ở người mắc ARDS, corticosteroid và NSAID đã được đánh giá trong các thử nghiệm lâm sàng và cho thấy không có tác dụng đối với hoạt động của phổi, trao đổi khí hoặc hiệu quả trong ARDS giai đoạn sớm.

## Phòng ngừa
CRS nghiêm trọng gây ra bởi một số loại thuốc có thể được ngăn ngừa bằng cách sử dụng liều thấp hơn, truyền dịch một cách chậm rãi và sử dụng thuốc kháng histamine hoặc corticosteroid trước và trong khi dùng thuốc.
Các thử nghiệm in vitro đã được triển khai để hiểu rõ nguy cơ của các loại thuốc tiền lâm sàng có thể gây ra CRS và hướng dẫn dùng thuốc cho các cuộc thử nghiệm lâm sàng giai đoạn, và các cơ quan quản lý dự kiến sẽ thấy kết quả của các đợt kiểm tra ứng dụng các loại thuốc mới được phát hiện.

## Dịch tễ học
Hiếm khi xảy ra CRS nặng. CRS nhẹ và vừa thường là tác dụng phụ phổ biến của các liệu pháp kháng thể điều chỉnh hệ miễn dịch và liệu pháp CAR-T.

## Lịch sử
Tài liệu tham khảo đầu tiên về cơn bão cytokine trong y văn đã được công bố có thể là của Ferrara et al vào năm 1993 trong một cuộc thảo luận về bệnh ghép chống lại vật chủ; một trong những điều kiện cần là vai trò của sự tự giải phóng cytokine quá mức đã được thảo luận trong nhiều năm.  Thuật ngữ tiếp theo xuất hiện trong một cuộc thảo luận về viêm tụy vào năm 2002, và lần đầu tiên được sử dụng vào năm 2003 để chỉ phản ứng với nhiễm trùng.
Người ta tin rằng các cơn bão cytokine là nguyên nhân gây ra số lượng người chết có độ tuổi trẻ và khỏe mạnh bất thường trong đại dịch cúm năm 1918, khiến 50 đến 100 triệu người thiệt mạng.  Trong trường hợp này, một hệ thống miễn dịch khỏe mạnh có thể là một mối nguy hại hơn là một hệ thống bảo vệ.  Kết quả nghiên cứu sơ bộ từ Hồng Kông cũng chỉ ra đây là lý do có thể xảy ra và chịu trách nhiệm cho nhiều trường hợp tử vong trong dịch SARS năm 2003.  Tử vong ở người do cúm gà H5N1 thường liên quan đến cơn bão cytokine.  Cơn bão cytokine cũng liên quan đến hội chứng phổi virus hanta.
Vào năm 2006, một nghiên cứu y khoa tại Bệnh viện Northwick Park ở Anh đã khiến tất cả sáu tình nguyện viên sử dụng thuốc TGN1412 bị bệnh nặng, suy đa tạng, sốt cao và phản ứng viêm toàn thân. Parexel, một công ty chuyên thử nghiệm cho các công ty dược phẩm, trong hồ sơ ghi chép của họ có nói về cuộc thử nghiệm và cho biết rằng TGN1412 có thể gây ra một cơn bão cytokine.
Trong đại dịch COVID-19, một số trường hợp tử vong do bệnh được cho là do phản ứng bão giải phóng cytokine.